# Côvado
Côvado foi uma medida de comprimento usada por diversas civilizações antigas. Era baseado no comprimento do antebraço, da ponta do dedo médio até o cotovelo. Não se sabe quando esta medida entrou em uso.
O côvado era usado regularmente por vários povos antigos, entre eles os babilônios, egípcios e hebreus. O côvado real dos antigos egípcios media 50 cm. O dos romanos media 45 cm. [carece de fontes?]

## Origem histórica
Há mais de 2500 anos, o filósofo grego Protágoras afirmou que: "o homem é a medida de todas as coisas". E, realmente, as primeiras unidades de medidas de comprimento usadas pelo homem – palmo e pé – são antropométricas (antropos significa homem e metros, medida, em grego).
Supõe-se que o mais antigo padrão de medida linear tenha surgido no Egito, por volta de 3000 a.C. Era o côvado, baseado no comprimento do antebraço, do cotovelo à ponta do dedo médio. Segundo a Bíblia, a arca de Noé, com três andares, tinha o comprimento de 300 côvados, a largura de 50 côvados e a altura de 30 côvados.
Evidentemente, o côvado era uma medida aproximada. Dependia do porte do indivíduo. O famoso matemático russo Yakov Perelman (1882-1942) estimava um valor médio de 45 centímetros. Há também a hipótese de 52,4 centímetros, baseada em verificações pertinentes à época de Anemenés I, que reinou entre 1891-1962 a.C.[carece de fontes?]

## Medidas diversas
Na história, diversos côvados e variantes do mesmo foram utilizados:
- 6 palmos  =  24 dígitos, i.e. ~45.0 cm ou 18 polegadas (1,50 pés)
- 7 palmos  =  28 dígitos, i.e. ~52.5 cm ou 21 polegadas (1.75 pés)[1]
- 8 palmos  =  32 dígitos, i.e. ~60.0 cm ou 24 polegadas (2.00 pés)
- 9 palmos  =  36 dígitos, i.e. ~67.5 cm ou 27 polegadas (2.25 pés)

Desde o final da antiguidade, a "ulna" Romana, um côvado de 4 "pés" (cerca de 120 cm) era considerada. Esse comprimento é a medida da distância de um lado do quadril de um homem até os dedos do braço oposto estendido.
A jarda britânica pode ser considerada como uma medida derivada do côvado, medindo 12 palmos, ~90 cm, ou 36 polegadas (3.00 pés). É a medida do ponto médio do corpo humano até seus dedos, sempre com o braço esticado. O ell britânico é essencialmente um grande côvado, com 15 palmos, 114 cm, ou 45 polegadas (3.75 pés).

## História dos Côvados

### Côvado Real Egípcio e Nipper Sumério
O Côvado está entre as primeiras unidades de medida registradas com uso entre povos antigos.
A mais antiga unidade de medida da qual se tem registro vem do Egito Antigo, sendo denominado hoje de Côvado real (Mahe) e que media entre 523 e 525 mm (20.6 a 20.64 polegadas), sendo subdividido em 7 "palmos" de 4 "dígitos" cada, num total de 28 subdivisões. Uma evidência dessa unidade é conhecida na Arquitetura, desde pelo menos a época da construção da Pirâmide de degraus de Djoser por volta 2.700 a.C.
Em 1916, nos últimos anos do Império Otomano e no meio da Primeira Grande Guerra, assiriologista alemão Eckhard Unger encontrou uma barra em liga de cobre (de 2.650 A.C.) durante escavação em Nippor, que ele classificou como um padrão de medida. As marcações da "escala graduada" e a barra em si eram irregulares, mas Unger classificou o achado como o "Côvado Sumério" de 518.5 mm ou 20,4 polegadas. Porém, isso não se confirma com uma evidência mais segura, a das estátuas de "Guduea" da mesma região. Um "côvado" de 30 "dígitos" denominado um pheriz foi identificado como sendo do 2º milênio A.C, onde cada dígito equivalia a 1,728 cm (mais de 0.68 polegadas).
Geômetras do Egito antigo calcularam a raiz quadrada de dois como a hipotenusa de um côvado. Essa unidade bem atestada dos antigos Egípicios era conhecida como o "remen de construção" era usada com boa aproximação de 2×20/28 ≥ raiz de 2.

### Outros côvados
- O  Côvado Romano é uma medida de seis "palmos" - cerca de 444.5 mm, 17,5 polegadas.
- O pēchys Grego tinha também 24 "dígitos". Assim, kyrēnaikos pēchys ("côvado de Cirenaica") media cerca de 463.1 mm e o metrios pēchys ("côvado médio") cerca de 474.2 mm; respectiva e aproximadamente  25/24 e 16/15 do côvado Romano. Outros Cõvados Gregos com base em diferentes medidas e de outras cidades são menos importantes. A medida Grega de 4o "dígitos", chamada bēma, corresponde ao gradus latino, o passo ou meio "passus".
- Côvado Hashimi de cerca de 650,2 mm (25.6 polegadas) é considerado como medindo dois pés franceses. Considerando que relação entre o pé Francês e o "pé (foot) Britânico é de 16 para 15, temos que: 5 Côvados Hashimi ≈ 10 pés franceses ≈ 128 polegadas (britânicas). Também 256 Cúbitos Romanos equivalem aproximadamente a 175 Côvados Hashimi.
- O Côvado de guarda (Árabe: ammatu rabitu) media cerca de 555,6 mm; 5/4 do Côvado Romano. Assim: 96 côvados guarda ≈ 120 Roman côvados ≈ 175 English feet.
- O côvado nil Árabe (ou côvado negro) media cerca de 540,2 mm. Isso implica 28 (mais tarde chamado) "dígitos" gregos do  kyrēnaikos pēchys ≈ 25/24 do pé Romano ou apenas 308,7 mm. Assim 175 côvados Romanos ≈ 144 "côvados negros".
- O côvado Mesopotamio media cerca de 533.4 mm, 6/5 do côvado Romano. Assim: 20 côvados Mesopotamios ≈ 24 côvados Romanos ≈ 35 "feet" britânicos.
- O côvado Babilônio (ou côvado de Lagash) media cerca de 496,1 mm. Existiu também um côvado Babilônio de Negócios, nove décimos do côvado normal, ou seja 446,5 mm. O côvado Babilônio é 15/16 do côvado Real Egípcio; 160 côvados Babilônios de egócios ≈ 144 côvado Babilônio ≈ 135 côvados Reais Egípcios (esse côvado ≈ 529,2 mm).
- O côvado de Pérgamo 520,9 mm ou 75/64 do côvado Romano.
- O côvado Salamis 484,0 mm ou 98/90 do côvado Romano.
- O côvado Persa de cerca de 500.1 mm ou 9/8 do côvado Romano, o qual por sua vez é 9/10 do côvado guarda.
- Em Izapa, cidade Mesoamericana Pré-Colombiana, a unidade de medida similar equivalia a 495 mm, muito próxima ao  côvado Lagash. Trata-se de uma coincidência, pois não há demontração mais real de ligações entre essa cultura Mesoamerica e a da Mesopotâmia.
- Os diferentes côvados Judeus (אַמָּה ama) são geralmente oriundos ou dos correspondentes Babilônios, Gregos ou Romanos. No antigo Israel, período do Primeiro grande templo, um côvado valia 428.1 mm (16.85 pols.) (≈ 26/27 do côvado Romano). No período Segundo grande templo, o côvado era de cerca de 444.5 mm (17.5 pols.) (≈ côvado Romano) estva em uso geral, mas nas áreas sacras do templo um côvado especial de 437.6 mm parece ter sido preferencialmente usado (≈ 63/64 do côvado Romano).[4]
- O côvado chinês (em cantonês, chek; em mandarim: chi) mede tradicionalmente cerca de 0,371475 metros (usado em Hong Kong e em Macau) ou modernamente cerca de 0,3333 metros (usado na China Continental). [5][6]

## Externas
- «Measurements of the Nippur Ell», now in a museum in Istanbul (Turkey).